# Ведучий

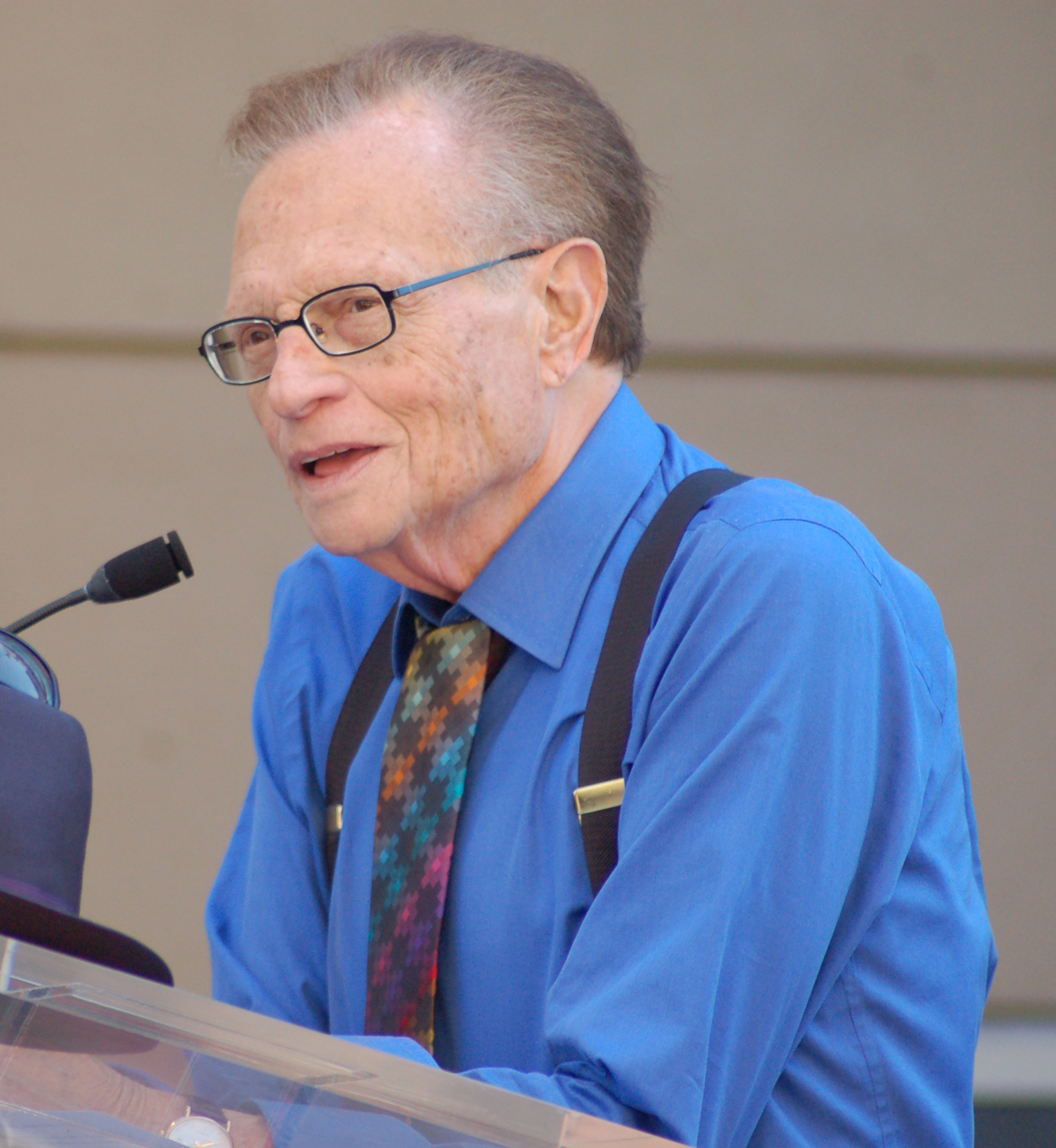
Ведучий Ларрі Кінг, програма якого «Ларрі Кінг наживо» увійшла до книги рекордів Гіннеса за тривалістю показу з одним і тим же ведучим в один і той же час. Вона виходила протягом 25 років і за цей час Ларрі Кінг зробив більше 50 тисяч інтерв'ю.

Веду́чий (інколи відни́к) — співробітник ЗМІ (не обов'язково штатний), який працює в кадрі на телебаченні (телеведучий) або радіоефірі (радіоведучий), персоніфікуючи інформацію, що йому подають.
Одне з шести амплуа тележурналіста; інші п'ять : репортер, інтерв'юер, коментатор, оглядач, шоумен. Ключове значення в цій професії має досвід (практика), а не теоретична підготовка . Для телеведучих одним з найважливіших параметрів при влаштуванні на роботу є зовнішність. Для ведучих радіопередач — дикція.

## Відомі радіоведучі
- Віталій Науменко
- Дмитро Хоркін
- Микола Єдомаха
- Ірина Славінська
- Тетяна Трощинська
- Наталка Писанка
- Олена Гусейнова
- Людмила Тягнирядно
- Василь Шандро
- Роман Коляда
- Олександр Алфьоров
- Захар Давиденко
- Денис Денисенко
- Андрій Куликов
- Сергій Притула
- Сергій Жадан
- Богдан Амосов